# Polysalenia
Polysalenia is een geslacht van uitgestorven zee-egels uit de familie Acrosaleniidae.

## Soorten
- Polysalenia cottaldi Mortensen, 1932 †
- Polysalenia notabilis Mortensen, 1932 †